# بندر المهنا
بندر بن عبد الرحمن المهنا، هو الرئيس التنفيذي والعضو المنتدب لطيران ناس، الناقل الوطني والطيران الاقتصادي الرائد في المملكة العربية السعودية.

## المؤهلات العلمية
يحمل المهنا درجة بكالوريوس العلوم في المحاسبة من جامعة الملك سعود في الرياض. وعلى درجة الماجستير في الرياضيات الاكتوارية والمالية من جامعة ميشيغان في آن آربر، بولاية ميشيغان في الولايات المتحدة الأمريكية، ودرجة الماجستير في إدارة الأعمال من الجامعة الأميركية في واشنطن العاصمة، الولايات المتحدة، كما أنها قد أكمل برنامجا للإدارة المتقدمة في جامعة هارفارد.

## السيرة المهنية
يتمتع المهنا بأكثر من 20 عاماً من الخبرة القيادية والمالية والإدارية في عدة مجالات، وأشرف على فريق إستراتيجية التمويل والاستحواذ التابع لشركة «ناس القابضة» والذي تبلغ قيمته أكثر من 8 مليارات دولار. في عام 2003 تولى بندر المهنا منصب كبير المحللين الماليينفي شركة مكشف للاستثمارات والخدمات للإشراف على أداء الحافظة الاستثمارية والنقل والإعلام والتأمين والعقارات في المجموعة. وعلى مدى أحد عشر عاماً، شغل المهنا عدة مناصب في مؤسسة النقد العربي السعودي (البنك المركزي للمملكة العربية السعودية) منها منصب إدارة الإشراف المصرفي. ومنذ توليه منصبه الأول بمنصب الرئيس المالي في شركة الخدمات الجوية الوطنية ناس عام 2006، تمكن بندر المهنا من خلال احترافيته إلى قيادة فريقه لفتح آفاق جديدة وتوسيع نطاق عمليات الشركة. وبفضل قدرته العالية على قيادة ناس القابضة تجاه النمو المستمر، ترقّى المهنا ليتولى منصب نائب الرئيس في عام 2007، وليتم بعد ذلك تعيينه في عام 2015 بمنصب الرئيس التنفيذي لطيران ناس.
نجح بندر المهنا من خلال توليه مناصب مختلفة في شركة ناس القابضة في الإشراف على الشركات التابعة لناس القابضة، والتي شملت طيران ناس، الناقل الوطني السعودي، وناس جت وهي واحده من أكبر شركات الطيران الخاص وأسرعها نمواً في الشرق الأوسط، وطيران ناس للحج والعمرة.
كما لعب بندر المهنا دوراً أساسيا في نمو وتطوير مختلف الشركات التابعة والعلامات التجارية المدرجة تحت شركة ناس القابضة وخصوصاً طيران ناس. وقد ساهمت رؤيته المستقبلية في تطوير خطط النمو المربحة واستراتيجيات التنمية الفعاّلة وتحقيق النجاح التشغيلي العام لطيران ناس.

## مجالس الإدارة
تولى المهنا رئاسة العديد من مجالس الإدارة لكيانات تجارية مرموقة، فهو رئيس مجلس إدارة شركة جزل العربية للاستثمارات التجارية (مساهمة مقفلة) وشركة أدلاس القابضة. وهو أيضاً عضو في مجالس إدارة عدة شركات منها، ناس القابضة والمجموعة العربية للتدريب والتعليم وخدمات ناس إكسيوجت ونطاق للخدمات الاكتوارية وشركة الشرق الأوسط للاستثمار المالي وشركة ساب للتكافل.

## الجوائز
ساهم بندر المهنا في حصول طيران ناس على عدة جوائز أبرزها جائزة الطيران الاقتصادي الرائد في الشرق الأوسط من مهرجان جوائز السفر العالمية، والتي حصل عليها لأربع سنوات متتالية كأفضل طيران اقتصادي في الشرق الأوسط 2015 و2016 و2017 و2018. كما حقق طيران ناس جائزة «سكاي تراكس» كأفضل طيران اقتصادي على مستوى الشرق الأوسط لعام 2017 وتشهد عمليات طيران ناس منذ انطلاقته في عام 2007 نمواً وتقدماً سريعاً وانتشاراً لشبكة خطوطه الجوية التي تصل إلى أكثر من 75 وجهة داخلية ودولية حتى الآن.